# Bříství
Bříství település Csehországban, a Nymburki járásban. Bříství Vykáň, Přerov nad Labem, Mochov, Velenka, Starý Vestec és Kounice településekkel határos. Lakosainak száma 392 fő (2024. január 1.).

## Népesség
A település lakosságának változását az alábbi diagram mutatja:
| Lakosok száma | 352  | 497  | 554  | 374  | 302  | 379  | 376  | 382  | 373  | 392  |
|               | 1869 | 1900 | 1921 | 1961 | 1980 | 2011 | 2016 | 2019 | 2021 | 2024 |